# Unplugged (Neil Young)
Unplugged är ett livealbum av Neil Young, utgivet i juni 1993. Det spelades in i februari samma år för tv-programmet MTV Unplugged. Konserten utgavs även som video.
Enligt konceptet för MTV Unplugged är musiken på albumet helt akustisk. Detta innebär till exempel att vanligtvis elgitarrdrivna "Like a Hurricane" spelas på en tramporgel. En tidigare outgiven låt finns med på albumet, "Stringman".
Albumet blev 4:a på UK Albums Chart och 23:a på Billboard 200.

## Låtlista
Samtliga låtar skrivna av Neil Young.
1. "The Old Laughing Lady" - 5:14
2. "Mr. Soul" - 3:54
3. "World on a String" - 3:02
4. "Pocahontas" - 5:05
5. "Stringman" - 4:01
6. "Like a Hurricane" - 4:44
7. "The Needle and the Damage Done" - 2:52
8. "Helpless" - 5:47
9. "Harvest Moon" - 5:20
10. "Transformer Man" - 3:36
11. "Unknown Legend" - 4:46
12. "Look Out for My Love" - 5:57
13. "Long May You Run" - 5:22
14. "From Hank to Hendrix" - 5:51

## Medverkande
- Neil Young - sång, gitarr, munspel, piano, orgel
- Oscar Butterworth - trummor
- Larry Cragg - percussion
- Tim Drummond - bas
- Ben Keith - dobro
- Nicolette Larson - sång
- Nils Lofgren - gitarr, dragspel, autoharp, sång
- Spooner Oldham - orgel, piano
- Astrid Young - sång